# ثقب عضوي
الثُقب العُضوي (بالإنجليزية: Organ perforation)‏ هوَ الاختراق الكامِل لِجدار عُضو مُجوف في الجِسم، مِثل اختراق جِدار القَناة الهمضية في حالة الثقب المعدي المعوي. عادةً ما يُشير مُصطلح الثقب العُضوي إلى اختراق مَرضي أو عَرضي، وهوَ يَختلف عن الاختراق المُتعمد أثناء الجِراحة.
يَتضمن الثُقب العُضوي:
- الثُقب المعوي المعدي.
- الثقب الرَحمي.[3]